# Butterflies and Hurricanes
Butterflies and Hurricanes is de zesde en laatste single van het derde album Absolution (2003) van de Britse rockband Muse. Het is een van de twee nummers van het album die opgenomen zijn met een orkest tijdens de productie. Het intro van het nummer is gebaseerd op het werk van Sergej Rachmaninov.

## Achtergrond
Het nummer en de titel ervan zijn geïnspireerd door het vlindereffect van de chaostheorie. Die theorie beschrijft hoe de kleinste veranderingen, zoals de bewegingen van de vleugels van een vlinder, een kettingreactie kunnen veroorzaken die leidt tot orkanen.
Het nummer is opgedragen aan de vader van drummer Dominic Howard. Deze overleed direct na het optreden van de band tijdens het Glastonbury Festival in 2004.

## Muziekvideo
De muziekvideo voor het nummer bevat niet alleen opnamen van het optreden van de band tijdens het Glastonbury Festival in 2004, maar ook van andere concerten tijdens de Absolution Tour. Ook komen er verschillende beelden voorbij van gebouwen die gebouwd worden.

## Uitgaven
De single werd uitgebracht op cd, 7" vinyl en als muziekdownload. Ook werd er een promotiesingle uitgebracht. De cd bevat software, U-MYX, om het nummer te remixen. Om de single te promoten, werd er een wedstrijd gehouden wie de beste remix van het nummer kon maken. De winnaar kon een iPod mini en een gesigneerd aandenken winnen. Het was de eerste keer dat U-MYX werd toegepast. De single kwam als ep beschikbaar op streaming media.

## Tracklist
Alle teksten zijn geschreven door Matthew Bellamy. 
| 1.                | Butterflies and Hurricanes (single-versie)            | 4:48 |
| 2.                | Sing for Absolution (akoestisch live bij BBC Radio 2) | 4:28 |
| Totale duur: 9:16 |                                                       |      |

| Nr. | Titel                                                               | Duur |
| --- | ------------------------------------------------------------------- | ---- |
| 1.  | Butterflies and Hurricanes (album-versie)                           | 5:01 |
| 2.  | Butterflies and Hurricanes (live tijdens Glastonbury Festival 2004) |      |

| Nr. | Titel                                    | Duur |
| --- | ---------------------------------------- | ---- |
| 1.  | Butterflies and Hurricanes               | 4:48 |
| 2.  | Butterflies and Hurricanes (muziekvideo) | 4:48 |
| 3.  | The Groove in the States (muziekvideo)   | 9:51 |
| 4.  | Ruwe video-opnamen                       |      |

| 1.                 | Butterflies and Hurricanes                                              | 5:01 |
| 2.                 | Butterflies and Hurricanes (aanvullende gitaar-remix; volledige versie) | 5:00 |
| 3.                 | Butterflies and Hurricanes (live tijdens Glastonbury Festival 2004)     | 6:16 |
| 4.                 | Sing for Absolution (akoestisch live bij BBC Radio 2)                   | 4:32 |
| Totale duur: 20:49 |                                                                         |      |

| 1.                | Butterflies and Hurricanes (radioversie)  | 4:10 |
| 2.                | Butterflies and Hurricanes (album-versie) | 5:01 |
| Totale duur: 9:11 |                                           |      |

## Gebruik in de media
- In het computerspel Formula One 05 van Sony Computer Entertainment wordt het nummer gebruikt als intro van het spel.
- De pianosolo van het nummer werd afgespeeld tijdens de ritmische gymnastiek-oefening van Julie Zetlin in de kwalificatieronde voor de Olympische Zomerspelen 2012.
- Ook werd het nummer gebruikt tijdens de uitzending van het tv-programma Sports Personality of the Year van BBC Sport.[7]
- In het computerspel Need for Speed: Most Wanted van Electronic Arts wordt het nummer gebruikt als intro- en achtergrondmuziek.